# Artère communicante postérieure
 (avril 2025).
Si vous disposez d'ouvrages ou d'articles de référence ou si vous connaissez des sites web de qualité traitant du thème abordé ici, merci de compléter l'article en donnant les références utiles à sa vérifiabilité et en les liant à la section « Notes et références ».
L'artère communicante postérieure émerge de la portion supraclinoïdienne de l'artère carotide interne et s'anastomose avec le segment proximal (P1) de l'artère cérébrale postérieure. Elle contribue ainsi à la formation de l'arc postérieur du polygone de Willis, reliant les circulations cérébrales antérieure et postérieure.
Cette artère donne naissance à plusieurs branches pérforantes, notamment les artères centrales postéro-médiales, qui irriguent des structures profondes telles que l'hypothalamus, le thalamus, le chiasma optique, les corps mamillaires et le nerf oculomoteur

## Variations anatomiques

### Généralité
La taille et la perméabilité de l'artère communicante postérieure présentent des variations significatives  d'un individu à l'autre. Dans certains cas, elle peut être hypoplasique ou absente, ce qui altère la complétude fonctionnelle du polygone de Willis et limite la capacité de compensation en cas d'obstruction artérielle

## Pathologies associées
L'artère communicante postérieure est un site fréquent de formation d'anévrismes intracrâniens. Ces anévrismes peuvent comprimer le nerf oculomoteur (nerf crânien III), entraînant une paralysie oculomotrice caractérisée par une ptose palpébrale, une diplopie et une mydriase